# Benjamín Orbón
Benjamín Orbón (castellà: Benjamín González Orbón)  (Mieres i Avilés, 27 d'abril de 1877 - l'Havana, 6 d'agost de 1944) fou un pianista espanyol.
Des de molt jove demostrà gran afició per la música, fent-se aplaudir pels seus conciutadans com a concertista d'acordió, que va ser el primer instrument musical que va posseir. Als sis any d'edat deixà aquell instrument pel violí i, per acabar, es dedicà a l'estudi del piano, sent el seu professor el mestre Heliodoro González. En ser nomenat el seu pare professor de llengües per la Universitat d'Oviedo, Benjamín es traslladà a aquella capital on ingressà en l'Escola de Belles Arts de la mateixa. Als nou anys es presentà davant el públic ovetenc, que li va fer una acollida entusiasta. A la mort del seu pare, Orbón passà a Madrid, en el Conservatori de la qual ciutat acabà els estudis musicals, aconseguint en el curs 1895/96 (setè i últim any dels seus estudis de piano) el primer premi i el primer lloc entre tots els estudiants d'aquell curs. Havia estudiat simultàniament harmonia amb els mestres Fontanilla i Riera (en aquesta assignatura, també aconseguí el primer premi), harmonia i orgue, i ingressà en la classes superior de música di camera que dirigia Jesús de Monasterio. També estudià composició amb el mestre Santamaria. El 1899 donà el seu primer concert de piano a l'Ateneo de Madrid, després en donà d'altres en diversos teatres i sales de la capital espanyola, acompanyant-lo sempre e favor del públic, i posteriorment va recórrer diverses ciutats espanyoles, en les que recollí mols llaurés. Per acabar, efectuà una gira per Amèrica, havent aconseguit assenyalats èxits, sobre tot a Mèxic. Beethoven, Mozart i Rubinstein foren els seus autors favorits.